# Конвой O-505 (жовтень 1943)
Конвой O-505 (жовтень 1943 року) — японський конвой часів Другої світової війни, проведення якого відбувалось у жовтні — листопаді 1943 року.
Конвой сформували для проведення групи суден із Рабаула (головна передова база японців на острові Нова Британія, з якої провадились операції на Соломонових островах та сході Нової Гвінеї) до Палау — важливого транспортного хабу на заході Каролінських островів.
До складу конвою увійшли транспорти «Косей-Мару», «Тага-Мару», «Сан-Франциско-Мару» та «Тайто-Мару». Ескорт складався з мисливців за підводними човнами CH-17 та CH-18.
25 жовтня 1943 року судна вийшли з Рабаула та попрямували на північний захід. Хоча в цей період конвої до чи з архіпелагу Бісмарка були вже об'єктами атак не лише підводних човнів, а й авіації, проте конвой O-505 зміг безперешкодно пройти своїм маршрутом і 2 листопада 1943 року прибув до Палау.